# 32260 Schult
32260 Schult è un asteroide della fascia principale. Scoperto nel 2000, presenta un'orbita caratterizzata da un semiasse maggiore pari a 2,9742729 au e da un'eccentricità di 0,1056295, inclinata di 9,91844° rispetto all'eclittica.